# Cel Shabani
Cel Shabani, född 1830, död 1879, var en albansk krigare med befäl över Prizrenförbundets styrkor under året 1879.
Cel Shaban föddes i en familj från Malesien (Malësia) och växte upp i dagens Rugova i Peja i Kosovo. Som yngling i Nikšić i Montenegro halshögg han en montenegrin i en duell. Han tog med sig huvudet som en trofé i enlighet med den tidens sedvänjor.
Cel Shabani stred tillsammans med Jakup Ferri i slaget vid Novšiće i december 1879 för att försöka förhindra Montenegros annektering av orten Plav. Under en stor del av sitt liv kämpade han emot montenegrinska styrkor under ledning av Marko Miljanov. Han dog i Novšiće.